# 대전회통

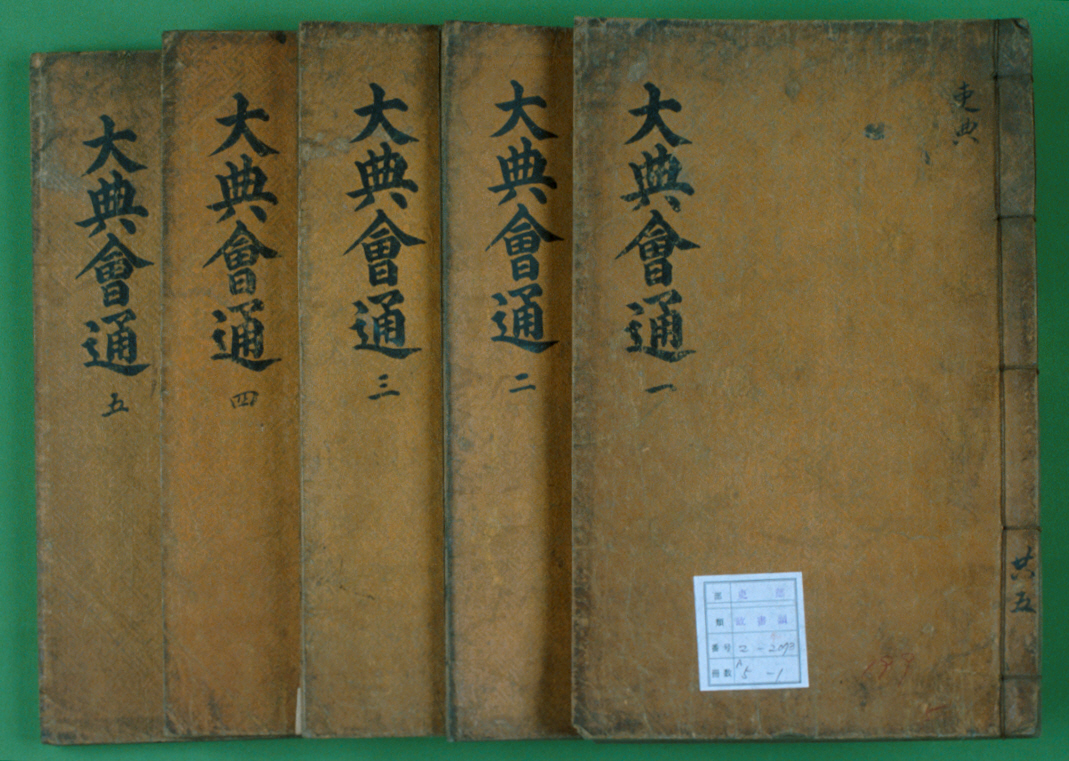

《대전회통》(大典會通)은 1865년(고종 2년)에 조두순(趙斗淳) 등이 왕명에 따라 편찬한 법전이다.
육전조례와 함께 조선왕조 5백 년을 통한 마지막 법령집으로, 조선시대 법령의 종합판이다.
이 책은 《대전통편》을 저본(底本)으로 이후 왕의 교명·규칙·격식을 보록(補錄)한 책이다. 《경국대전》의 본문을 원(原), 《속대전》의 본문을 속(續), 《대전통편》의 본문을 증(增), 새로 보록한 것은 보(補)라 하여 구별하였다. 흥선대원군이 왕권을 강화하고자 편찬하여 통치법령을 정비하였다.

## 같이 보기
- 경국대전
- 속대전
- 대전통편